# Толькинське сільське поселення
То́лькинське сільське поселення (рос. Толькинское сельское поселение) — колишнє сільське поселення у складі Красноселькупського району Ямало-Ненецького автономного округу Тюменської області Росії.
Адміністративний центр — селище Толька.
Населення сільського поселення становить 1853 особи (2017; 1996 у 2010, 2125 у 2002).

## Склад
До складу сільського поселення входять:
| Населений пункт | Населення, осіб (2002) | Населення, осіб (2010) |
| --------------- | ---------------------- | ---------------------- |
| Кіккіаккі, село | 0                      | 30                     |
| Толька, селище  | 2125                   | 1966                   |